# Kroater
Kroater er et slavisk folk på Balkanhalvøen. De udgjorde i 2005 i omegnen af 4,5 millioner mennesker, og bor hovedsageligt i Kroatien, hvor de indvandrede til i 600-tallet. Der findes også minoriteter af kroatere Bosnien-Hercegovina, Slovenien og Serbien. De fleste tilhører den romersk-katolske kirke.

## Reflist
1. 1 2 3 4  Opslagsordet "kroater" i Store norske leksikon

| Folkeslag | Spire Denne artikel om folkeslag eller etnografi er en spire som bør udbygges. Du er velkommen til at hjælpe Wikipedia ved at udvide den. |